# Lottie Brunn
Lieselotte Brunn, más conocida como Lottie Brunn (Aschaffenburg, 12 de octubre de 1925-Branson, 5 de agosto de 2008) fue una malabarista, acróbata y artista de circo alemana, nacionalizada estadounidense, considerada como «la malabarista más rápida de la historia».

## Trayectoria
Su padre, Michael Alois Brunn, dueño de tres restaurantes, fue campeón de clavado en Alemania en tres ocasiones y a pesar de no ser un artista de circo aprendió gimnasia, acrobacias y a hacer malabares con tres piedras, viendo a un malabarista mientras fue prisionero durante la Primera Guerra Mundial, habilidades que luego enseñó a Brunn y a su hermano, Francis Brunn. Con 14 años podía hacer malabares con ocho anillos al mismo tiempo y a gran velocidad, siendo este número el que caracterizó su carrera.
Brunn trabajó como ayudante de su hermano Francis, como asistente de pista. Los hermanos Brunn trabajaron en Alemania, Austria y Checoslovaquia durante la década de 1940, época en la que se convirtieron en unos de los artistas preferidos de Adolf Hitler y desde 1942, se presentaron en el teatro de variedades, Wintergarten de Berlín.
En 1948, Umberto Schlitzholz-Bedini, empresario de circo, llevó a Brunn y a su hermano, Francis, a los Estados Unidos para trabajar con el Ringling Brothers and Barnum & Bailey Circus, su primera actuación fue en el Madison Square Garden de Nueva York. Los hermanos Brunn, actuaron como uno de los principales actos del Ringling hasta 1951. En ese mismo año Brunn se casó con Theodore (Ted) Chirrick y realizó su última actuación en Los Ángeles junto a Francis, a partir de este momento los hermanos empezaron a trabajar en solitario.
En 1957, se presentó con su número de malabarismo en la pista central del Ringling, donde le anunciaban como «la mujer malabarista más rápida del mundo». Brunn desarrolló la mayor parte de su carrera artística en los Estados Unidos, país en el que vivió por más de 30 años. En 1958, participó en el episodio número 11.23 del programa The Ed Sullivan Show y en un episodio del programa Captain Kangaroo, mostrando sus números de malabares en la televisión estadounidense.
También actuó en el Circo Rancy de Francia, en el Circo Medrano de París y el Polack Brothers 'Circus en América, en Japón y China. Así como, en Las Vegas, en clubes de Miami Beach, en el Radio City Music Hall de Nueva York, en el London Palladium, además de realizar espectáculos en cruceros.
Su hijo Michael Chirrick, también se convirtió en malabarista y ha sido premiado por su trabajo. Su hermano paterno Ernest Montego, fue también un reconocido malabarista.
Brunn se retiró de la pista porque sufría de artritis, pero siguió dando clases y charlas sobre el arte de los malabares. Murió el 5 de agosto de 2008 en Branson, Estados Unidos.

## Premios y reconocimientos
En 1992 recibió el IJA Historical Achievement Award, premio que otorga la International Jugglers Association a malabaristas, vivos o fallecidos, que hayan demostrado en algún momento de su carrera logros extraordinarios en materia de malabares.
En 1995 fue admitida en el International Circus Hall of Fame, galardón que desde 1958 reconoce a los más importantes artistas de circo, músicos, promotores, periodistas y dueños de espectáculos circenses del mundo. Los nominados son analizados y escogidos por un jurado, el ganador se anuncia y celebra durante la semana del circo, en el mes de julio en el Peru Circus Winter Quarters, ubicado en Indiana.
En 1998, Brunn y su hermano Francis fueron incluidos en el Circus Ring of Fame. Este reconocimiento se otorga a las personas que durante su trayectoria han contribuido significativamente al arte y a la cultura circense. La nominación corresponde al público y la selección de los ganadores a un jurado compuesto por artistas, historiadores, académicos y conocedores del circo de diferentes partes del mundo. El premio consiste en una placa de bronce, con forma de rueda de carreta, que se exhibe en el St. Armands Circle Park, ubicado en Sarasota, Florida.
En 2006, la malabarista y directora de cine americana, Connie Paprika Leaverton, presentó el documental, Trailblazers: Women Who Juggle, en el que muestra el trabajo de investigación durante 25 años viajando por el mundo buscando historias de mujeres malabaristas, en el que junto a otras reconocidas malabaristas, aparece Brunn.